# Foz de Arouce e Casal de Ermio
Foz de Arouce e Casal de Ermio (llamada oficialmente União das Freguesias de Foz de Arouce e Casal de Ermio) es una freguesia portuguesa del municipio de Lousã, distrito de Coímbra.

## Historia
Fue creada el 28 de enero de 2013 en aplicación de una resolución de la Asamblea de la República de Portugal promulgada el 16 de enero de 2013 con la unión de las freguesias de Casal de Ermio y Foz de Arouce, pasando su sede a estar situada en la antigua freguesia de Foz de Arouce.

## Demografía
| Gráfica de evolución demográfica de Foz de Arouce e Casal de Ermio entre 2011 y 2021 |
|                                                                                      |
| Datos según el nomenclátor publicado por el INE portugués.                           |